# Elezioni regionali in Italia del 2000
Le elezioni regionali italiane del 2000 si tennero domenica 16 aprile.
Riguardarono le 15 regioni a statuto ordinario e si svolsero insieme al primo turno delle elezioni amministrative.
L'esito delle elezioni vide l'insuccesso del centro-sinistra, che non riuscì a confermarsi in Liguria, Lazio, Abruzzo e Calabria: in otto regioni (pari a 32 milioni di abitanti) prevalse la coalizione di centro-destra de La Casa delle Libertà, mentre nelle altre sette (pari a 16 milioni di abitanti), vinse lo schieramento di centro-sinistra de L'Ulivo, alleato, in genere, con Rifondazione Comunista.
Successivamente il TAR del Molise, con una decisione che non ebbe eguali nella giurisprudenza italiana, annullò la vittoria ottenuta in tale regione per circa 600 voti dal candidato ulivista Giovanni Di Stasi (per via di alcune irregolarità riscontrate nelle liste dei Verdi) e indicò nuove elezioni da tenersi l'11 novembre 2001, che videro la vittoria del forzista Michele Iorio.
La sconfitta elettorale portò Massimo D'Alema alla decisione di rassegnare le dimissioni da Presidente del Consiglio: divenendo così il primo capo del governo italiano a dimettersi per la sconfitta in elezioni amministrative. Non essendo venuta meno una maggioranza parlamentare, venne formato un nuovo governo presieduto da Giuliano Amato,

## Risultati

### Candidati presidenti
| Regione        | Candidati                        | Candidati                         | Candidati                    | Candidati                                                                        | Presidenti uscenti | Presidenti uscenti            |
| Regione        | L'Ulivo                          | La Casa delle Libertà             | Lista Emma Bonino            | Altri                                                                            | Presidenti uscenti | Presidenti uscenti            |
| -------------- | -------------------------------- | --------------------------------- | ---------------------------- | -------------------------------------------------------------------------------- | ------------------ | ----------------------------- |
| Regione        |                                  |                                   |                              | Altri                                                                            | Presidenti uscenti | Presidenti uscenti            |
| Piemonte       | Livia Turco (DS) 39,5%           | Enzo Ghigo (FI) 51,9%             | Emma Bonino 5,7%             | Francesca Calvo (Verdi Verdi-ApE) 2,6% Antonio Tevere (PU) 0,4%                  |                    | Enzo Ghigo (FI)               |
| Lombardia      | Mino Martinazzoli (PPI) 31,5%    | Roberto Formigoni (CDL) 62,4%     | Benedetto Della Vedova 3,3%  | Nerio Nesi (PdCI) 2,0% Giorgio Schultze (PU) 0,8%                                |                    | Roberto Formigoni (CDU)       |
| Veneto         | Massimo Cacciari (I Dem) 38,2%   | Giancarlo Galan (FI) 54,9%        | Marco Cappato 2,5%           | Fabrizio Comencini (Veneti d'Europa) 2,7% Fabio Padovan (Fronte Marco Polo) 1,7% |                    | Giancarlo Galan (FI)          |
| Liguria        | Giancarlo Mori (PPI) 46,0%       | Sandro Biasotti (FI) 50,8%        | Mario Tarantino 2,8%         | Irene Menghini (PU) 0,6%                                                         |                    | Giancarlo Mori (PPI)          |
| Emilia-Romagna | Vasco Errani (DS) 56,5%          | Gabriele Canè (FI) 40,3%          | Sergio Stanzani 2,8%         | Carlo Rasmi (Azione Popolare) 0,2%                                               |                    | Vasco Errani (PDS)            |
| Toscana        | Claudio Martini (DS) 49,2%       | Altero Matteoli (AN) 40,2%        | Gianfranco Dell'Alba 2,5%    | Nicolò Pecorini (PRC) 7,7% Paolo Vecchi (PU) 0,6%                                |                    | Vannino Chiti (PDS)           |
| Umbria         | Maria Rita Lorenzetti (DS) 56,4% | Maurizio Ronconi (CCD) 39,2%      | Elisabetta Chiacchiella 2,0% | Fulvio Carlo Maiorca (FT) 2,4%                                                   |                    | Bruno Bracalente (PDS)        |
| Marche         | Vito D'Ambrosio (DS) 49,9%       | Maurizio Bertucci (FI) 44,2%      | Marcello Crivellini 2,4%     | Luciana Sbarbati (PRI) 2,2% Enrico Buoncompagni (Viva le Marche) 1,3%            |                    | Vito D'Ambrosio (PDS)         |
| Lazio          | Piero Badaloni (I Dem) 46,0%     | Francesco Storace (AN) 51,3%      | Rita Bernardini 2,2%         | Severino Antinori (Autonomia Liberale) 0,2% Marina Larena (PU) 0,3%              |                    | Piero Badaloni (Ind.)         |
| Abruzzo        | Antonio Falconio (PPI) 48,8%     | Giovanni Pace (AN) 49,3%          | Luigino Del Gatto 1,2%       | Paolo Vecchioli (FN) 0,7%                                                        |                    | Antonio Falconio (PPI)        |
| Molise         | Giovanni Di Stasi (DS) 49,0%     | Michele Iorio (FI) 48,7%          | Donato de Renzis 1,1%        | Saturnino Carrozzelli (FT) 1,3%                                                  |                    | Marcello Veneziale (PDS)      |
| Campania       | Antonio Bassolino (DS) 54,2%     | Antonio Rastrelli (AN) 44,2%      | Marco Pannella 1,29%         | Vittorio Granillo (COBAS per l'Autorganizzazione) 0,3%                           |                    | Andrea Losco (PPI)            |
| Puglia         | Giannicola Sinisi (PPI) 43,5%    | Raffaele Fitto (CDL) 53,9%        | Danilo Quinto 1,3%           | Giancarlo Cito (LAM) 1,3%                                                        |                    | Salvatore Distaso (Ind.)      |
| Basilicata     | Filippo Bubbico (DS) 63,1%       | Nicola Pagliuca (FI) 35,1%        | Maurizio Bolognetti 0,8%     | Bonaventura Postiglione (Nuovo Progetto) 1,0%                                    |                    | Angelo Raffaele Dinardo (PPI) |
| Calabria       | Nuccio Fava (PPI) 48,7%          | Giuseppe Chiaravalloti (FI) 49,8% | Antonio Marzano 0,8%         | Francesco Corbelli (Diritti Civili) 1,0%                                         |                    | Luigi Meduri (PPI)            |

## Risultati di lista

### Riepilogo nazionale delle liste circoscrizionali
|                                                 |            |        |       |
| Liste                                           | Voti       | %      | Seggi |
| Forza Italia                                    | 6.447.752  | 25,370 | 157   |
| Democratici di Sinistra                         | 4.483.765  | 17,642 | 121   |
| Alleanza Nazionale                              | 3.280.654  | 12,908 | 75    |
| Partito della Rifondazione Comunista            | 1.295.869  | 5,099  | 29    |
| Lega Nord                                       | 1.263.311  | 4,971  | 21    |
| Centro Sinistra                                 | 918.345    | 3,613  | 19    |
| I Democratici                                   | 885.331    | 3,484  | 24    |
| Centro Cristiano Democratico                    | 851.852    | 3,352  | 25    |
| Partito Popolare Italiano                       | 728.241    | 2,865  | 21    |
| Cristiani Democratici Uniti                     | 695.141    | 2,735  | 13    |
| Lista Emma Bonino                               | 565.298    | 2,224  | 5     |
| Partito dei Comunisti Italiani                  | 513.233    | 2,019  | 12    |
| Federazione dei Verdi                           | 497.885    | 1,959  | 11    |
| Socialisti Democratici Italiani                 | 433.078    | 1,704  | 12    |
| Unione Democratici per l'Europa                 | 424.985    | 1,672  | 11    |
| Lista Cacciari                                  | 312.347    | 1,229  | 9     |
| PPI - RI                                        | 200.598    | 0,789  | 3     |
| Partito Socialista - Socialdemocrazia           | 178.175    | 0,701  | 2     |
| Partito Democratico Cristiano                   | 150.384    | 0,592  | 3     |
| SDI - PRI                                       | 144.342    | 0,568  | 4     |
| Rinnovamento Italiano                           | 137.878    | 0,543  | 3     |
| Liberal Sgarbi - I Libertari                    | 113.796    | 0,448  | 1     |
| Partito Pensionati                              | 94.377     | 0,372  | 1     |
| SDI - Liberali - Altri                          | 86.517     | 0,340  | 1     |
| PPI - UDEUR                                     | 79.936     | 0,315  | 3     |
| Centro per Il Piemonte (PPI-RI-UDEUR)           | 74.888     | 0,295  | 1     |
| Partito Repubblicano Italiano                   | 66.151     | 0,260  | 1     |
| Veneti d'Europa                                 | 56.448     | 0,222  | -     |
| Movimento Sociale Fiamma Tricolore              | 47.240     | 0,186  | -     |
| Partito Umanista                                | 42.235     | 0,166  | -     |
| Fronte Marco Polo                               | 28.568     | 0,112  | -     |
| Autonomisti per l'Europa                        | 26.639     | 0,105  | -     |
| Liguria Nuova                                   | 24.943     | 0,098  | 1     |
| PPI - PRI                                       | 24.863     | 0,098  | 1     |
| SDI - UDEUR                                     | 23.855     | 0,094  | 1     |
| CCD - CDU                                       | 22.655     | 0,089  | 1     |
| Lega d'Azione Meridionale                       | 18.839     | 0,074  | -     |
| Fiamma Tricolore - Fronte Nazionale             | 17.279     | 0,068  | -     |
| Lista Mancini - Movimento Meridionale           | 15.801     | 0,062  | -     |
| Pensionati Uniti                                | 14.666     | 0,058  | -     |
| Patto Segni                                     | 14.489     | 0,057  | -     |
| Partito Repubblicano Italiano - Centro Popolare | 12.840     | 0,051  | -     |
| Liguria Animalista                              | 11.984     | 0,047  | -     |
| Azione Popolare                                 | 9.080      | 0,036  | -     |
| Verdi Verdi                                     | 8.498      | 0,033  | -     |
| Patto per l'Abruzzo                             | 8.374      | 0,033  | -     |
| Governare l'Emilia-Romagna                      | 8.094      | 0,032  | -     |
| Viva le Marche                                  | 7.085      | 0,028  | -     |
| Autonomia Liberale                              | 5.474      | 0,022  | -     |
| COBAS per l'Autorganizzazione                   | 5.188      | 0,020  | -     |
| Diritti Civili                                  | 4.941      | 0,019  | -     |
| Il Trifoglio                                    | 4.673      | 0,018  | -     |
| Popolari di Ispirazione Cristiana               | 4.362      | 0,017  | -     |
| Fronte Nazionale                                | 4.185      | 0,016  | -     |
| Liberal Sgarbi - Partito Socialista             | 3.583      | 0,014  | -     |
| Per l'Italia                                    | 2.806      | 0,011  | -     |
| Democrazia Moderna                              | 2.594      | 0,010  | -     |
| Forza Nuova - Nuovo Progetto                    | 2.348      | 0,009  | -     |
| Lega Sud Ausonia                                | 2.219      | 0,009  | -     |
| Movimento Autonomista Toscano                   | 2.176      | 0,009  | -     |
| Unione Democratici Veneti                       | 1.730      | 0,007  | -     |
| Totale                                          | 25.414.883 |        | 592   |

### Riepilogo nazionale delle liste regionali
| Liste                                                   | Voti       | %      | Seggi |
| ------------------------------------------------------- | ---------- | ------ | ----- |
| Centrodestra                                            | 14.270.515 | 50,62  | 81    |
| Centrosinistra                                          | 12.554.905 | 44,53  | 63    |
| Lista Emma Bonino                                       | 711.773    | 2,52   | 0     |
| Partito della Rifondazione Comunista                    | 159.862    | 0,57   | 0     |
| Partito dei Comunisti Italiani                          | 110.202    | 0,39   | 0     |
| Partito Umanista                                        | 82.178     | 0,29   | 0     |
| Veneti d'Europa-Veneto Futuro-Autonomisti per l'Europa  | 71.878     | 0,25   | 0     |
| Polo Federalista                                        | 62.288     | 0,22   | 0     |
| Fronte Marco Polo                                       | 45.975     | 0,16   | 0     |
| Lega d'Azione Meridionale                               | 29.317     | 0,10   | 0     |
| Partito Repubblicano Italiano                           | 19.083     | 0,07   | 0     |
| Movimento Sociale Fiamma Tricolore                      | 12.232     | 0,04   | 0     |
| Azione Popolare                                         | 11.447     | 0,04   | 0     |
| Viva le Marche                                          | 11.106     | 0,04   | 0     |
| Diritti Civili                                          | 9.840      | 0,03   | 0     |
| Cobas per l'Autorganizzazione                           | 9.331      | 0,03   | 0     |
| Autonomia Liberale                                      | 7.582      | 0,03   | 0     |
| Fronte Nazionale                                        | 5.699      | 0,02   | 0     |
| Forza Nuova                                             | 3.465      | 0,01   | 0     |
| Movimento Sociale - Fiamma Tricolore - Fronte Nazionale | 2.798      | 0,01   | 0     |
| Totale                                                  | 28.191.475 | 100,00 | 144   |